# Humphreya eminii
Humphreya eminii är en svampart som först beskrevs av Henn., och fick sitt nu gällande namn av Leif Ryvarden 1980. Humphreya eminii ingår i släktet Humphreya och familjen Ganodermataceae.   Inga underarter finns listade i Catalogue of Life.